# Зенс, Отто
Вильгельм Отто Зенс (нем. Wilhelm Otto Sens; 14 апреля 1898, Дессау, Германская империя — 7 апреля 1970, Ганновер, Нижняя Саксония, ФРГ) — штандартенфюрер СС, командир айнзацкоманды 1, входившей в состав айнзацгруппы 2 в Польше.

## Биография
Отто Зенс родился 14 апреля 1898 года в Дессау. Принимал участие в Первой мировой войне, служил в имперском флоте. Когда война закончилась, Зенс вступил в 3-ю морскую бригаду (фон Лёвенфельд) и участвовал в сражениях в Верхней Силезии и Рурской области. После неудавшегося капповского путча Зенс возглавил семейный бизнес в Дессау. 
1 августа 1930 года вступил в НСДАП (билет № 278102), а 30 ноября 1931 года был зачислен в ряды СС (№ 23662). После прихода национал-социалистов к власти в феврале 1934 года занял должность руководителя политической полиции Анхальта, из которой образовалось отделение гестапо в Дессау.
После начала Второй мировой войны был командиром айнзацкоманды 1 в составе айнзацгруппы II, осуществлявшей до ноября 1939 года убийства польской интеллигенции и евреев. Впоследствии Зенс служил в ведомстве полиции безопасности и СД в Кракове в польском генерал-губернаторстве. В феврале 1940 года возглавил отделение гестапо в Катовице. С 1941 года Зенс был начальником гестапо в Кобленце. В апреле 1944 года ему было присвоено звание штандартенфюрера СС. 
После войны проживал в Ганновере и судебному преследованию не подвергался.